# فالکن (کارولینای شمالی)
فالکن (به انگلیسی: Falcon) شهری در ایالت کارولینای شمالی کشور ایالات متحده آمریکا است که جمعیت آن در سرشماری سال ۲۰۱۰ میلادی، ۲۵۸ نفر بوده‌است.